# Reintrodukció
Visszatelepítés vagy reintrodukció akkor történik, amikor egy faj egyedeit szándékosan helyezik vissza vad életkörülményeik közé. Ehhez használhatnak  vadon fogott (transzlokáció) vagy mesterséges körülmények közül származó egyedeket is (repatriáció). Visszatelepítést általában vadon veszélyeztetett, a természetes elterjedési területen helyileg kihalt fajok esetében végeznek, ezért az újratelepítés (re-establishment) elnevezést is használják.